# Hiroto Saikawa
Hiroto Saikawa (西川 廣人, Saikawa Hiroto), né le 14 novembre 1953 au Japon, est un industriel japonais, PDG de Nissan du 1er avril 2017 à septembre 2019.

## Carrière
Hiroto Saikawa a rejoint Nissan en 1977 après son diplôme de l'université de Tokyo. Il gravit les échelons jusqu'à être élu au comité de direction en 2005 et participe au redressement du constructeur japonais avec Carlos Ghosn, après son arrivée en 1999. Hiroto Saikawa a siégé au conseil d’administration de Renault entre 2006 et 2016.
Le 1er avril 2017, il est nommé président-directeur général de NissaN. La crise de l’Alliance RNM fin 2015 l'a vu défendre l’autonomie de Nissan face à la montée de l’Etat français dans le capital de Renault. Il aurait mal accepté que Carlos Ghosn reste étranger au scandale de contrôles illicites de véhicules au Japon, qui a terni l’image de Nissan sur son marché national.
Après avoir reconnu avoir perçu une prime indue de la part de Nissan, Hiroto Saikawa a annoncé sa démission le 16 septembre 2019.

## Affaire Ghosn
Le 19 novembre 2018, à la suite de l'arrestation de Carlos Ghosn pour soupçon de fraude fiscale et de malversations (voir Affaire Carlos Ghosn), il remet en question l'impact positif du dirigeant français sur Nissan et se dit « indigné », « déçu », « désespéré », « frustré » par ces malversations « intolérables ». Plusieurs médias francophones le qualifient de « traître » ou de « Brutus » dans sa relation à Carlos Ghosn, dont il a été le collaborateur et subordonné loyal pendant presque deux décennies (1999-2018) avant de prendre sa succession à la direction générale de Nissan en 2017 puis de s'attaquer à lui à la suite de son arrestation,.